# Beleg van Bagdad (1258)
Het Beleg van Bagdad was een belegering van de stad Bagdad door het Mongoolse Rijk die plaatsvond tussen 29 januari en 10 februari 1258. Het beleg resulteerde in de inname van de stad en daarmee de val van het Kalifaat van de Abbasiden. De stad werd na de verovering geplunderd en een groot gedeelte van de bevolking werd uitgemoord.
Sinds de komst van Dzjengis Khan op het wereldtoneel in 1206 breidde het Mongoolse Rijk zich gestaag uit. Na enkele schermutselingen met het in verval geraakte Kalifaat van de Abbasiden werd Hulagu in 1252 door zijn broer Möngke Khan naar het Midden-Oosten gestuurd om het rijk uit te breiden. Met het uitblijven van militaire steun van de Abbasidische kalief Al-Musta'sim voor Hulagu's veldtocht tegen de Assassijnen had Hulagu een excuus om de stad Bagdad aan te vallen. Op 29 januari 1258 begonnen de Mongolen met hun belegering en het duurde tot 10 februari voor de kalief zich overgaf. De kalief en zijn familie werden ter dood gebracht en na het beleg volgde een plundering van zeven dagen in Bagdad. De schattingen over het aantal doden bij de plunderingen lopen uiteen van 200.000 tot een miljoen. Na het beleg verschoof het wetenschappelijk middelpunt van de regio van Bagdad naar Maragha.
De val van Bagdad in 1258, vijftig jaar na het beleg en de val van Constantinopel in 1204, maakte een einde aan de oude gebalanceerde diarchie tussen het Byzantijnse Rijk en het kalifaat waaronder de mensheid in het Midden-Oosten lange tijd had gefloreerd. De Mongoolse verovering van Bagdad is vaak beschreven als een middeleeuwse holocaust, een extreem wreedaardige gebeurtenis, die niet alleen leidde tot de val van het Abbasidische kalifaat en de stad Bagdad, maar ook van de Islamitische samenleving. Deze anachronistische zienswijze is nieuw leven ingeblazen na de Amerikaanse bezetting van Bagdad in 2003. Historicus Justin Marozzi omschreef het beleg als de verpletterendste klap die de moslimwereld ooit heeft gekregen en de toekomst van de islam in gevaar bracht.

## Achtergrond

### Verval van het Abbasidische kalifaat

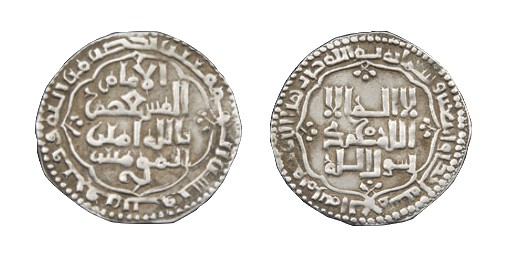
Een dinar geslagen ten tijde van de regering van Al-Musta'sim

In 750 hadden de Abbasiden de Omajjaden vervangen als kaliefs en onder hun leiding begon de islamitische wereld zich te verrijken doordat ze de verbinding verzorgden tussen de Mediterrane wereld en Oost-Azië. Al rond het jaar 1000 begon het rijk van de Abbasiden hun zwakte te tonen en deze lag aan het gebrek aan inkomsten. Als de landeigenaren in hun rijk weigerden de belasting te betalen waren de kaliefs afhankelijk van de rijke landbouwgrond van het huidige Irak voor hun inkomen. Daarnaast kreeg hun economie een grote knauw te verwerken na een opstand van de Zanj in de periode 869-883. Door het gebrek aan inkomsten konden de Abbasiden ook niet de invallen van Karmaten tegenhouden. In de tiende eeuw konden de Boejiden Bagdad veroveren en werden de kaliefs een bijrol toebedeeld. De Seltsjoeken wisten na een eeuw de Boejiden te verdrijven uit Bagdad, maar dit betekende geen verbetering van de positie van de kalief. In deze zelfde tijd werd het kalifaat betwist door twee andere dynastieën die deze titel opeisten, namelijk de Omajjaden in Spanje en de Fatimiden in Egypte. Geen van deze drie wist zich als de leider van de islamitische wereld te profileren, omdat ze alle drie worstelden met de macht in hun regio.
Door middel van politieke intriges, burgeroorlogen en slechte regeringen was de macht en de grandeur van de kaliefs in de loop der eeuwen behoorlijk aangetast. Het door de Abbasiden gecontroleerde gebied bevatte in de twaalfde eeuw uitsluitend nog Centraal- en Zuid-Irak. Onder leiding van kalief al-Nasir begonnen de Abbasiden zich te ontworstelen van de macht van de Seltsjoeken. Hij wist wat van de oude macht van de Abbasiden te herwinnen en probeerde de positie van de kalief te herstellen. Dit was te laat, want de religieuze en verbindende rol van de kalief was in de islamitische wereld reeds ingewisseld voor de alternatieve functie van sultan. De titel van kalief was in deze tijds slechts nog een symbool in de islamitische wereld. In 1242 kwam kalief Al-Musta'sim aan de macht in het kalifaat en de chroniqueurs omschreven hem als iemand die meer van spelen met vogels hield, dan van regeren. Hij liet de regeringszaken dan ook over aan zijn vizier Ibn Al-Aqami, een Sji'itische moslim.

### Mongoolse opmars

Verspreiding van het Mongoolse Rijk met in het uiterste zuidwesten Bagdad

Eind elfde eeuw waren de Mongolen nog een van de vele nomadische stammen aan de noordrand van China. De Mongolen begonnen een bedreiging voor de wereld om hen heen te vormen met de komst van Dzjengis Khan. In 1206 was hij uitgegroeid tot de onbetwiste leider van de Mongoolse steppen. Daarna richtte de khan zich tot zijn buurlanden. In 1219 vielen de Mongolen Chorasmië binnen. Twee jaar later werd de eerste aanval op Perzië uitgevoerd en werden onder meer de voormalige Abbasidische steden Merv en Nisjapoer veroverd. De dood van Dzjengis Khan in 1227 maakte geen eind aan de veroveringen, want zijn erfgenamen waren even vindingrijk en succesvol.
Er kwam een tijdelijke pauze in de veroveringszucht van de Mongolen na de dood van Ögedei Khan. In 1235 vonden de eerste schermutselingen plaats tussen de Mongolen en de Abbasiden. In dat jaar vielen zij Jazira (noordelijk Irak) en al-Arabi (zuidelijk Irak) binnen. Toen vervolgens het Abbasidische leger optrok tegen de Mongolen trokken deze zich terug. Ditmaal waren ze slechts op plundertochten uit en niet op veroveringen. Kalief Al-Mustansir riep in 1238 op tot een jihad en hij wist de binnenvallende legers te verdrijven. Enkele jaren later, in 1243, vielen de Mongolen enkele steden aan die de bescherming zochten van de kalief, maar ook hier trokken zij zich terug zodra er een groot leger kwam opdagen.

### Bagdad

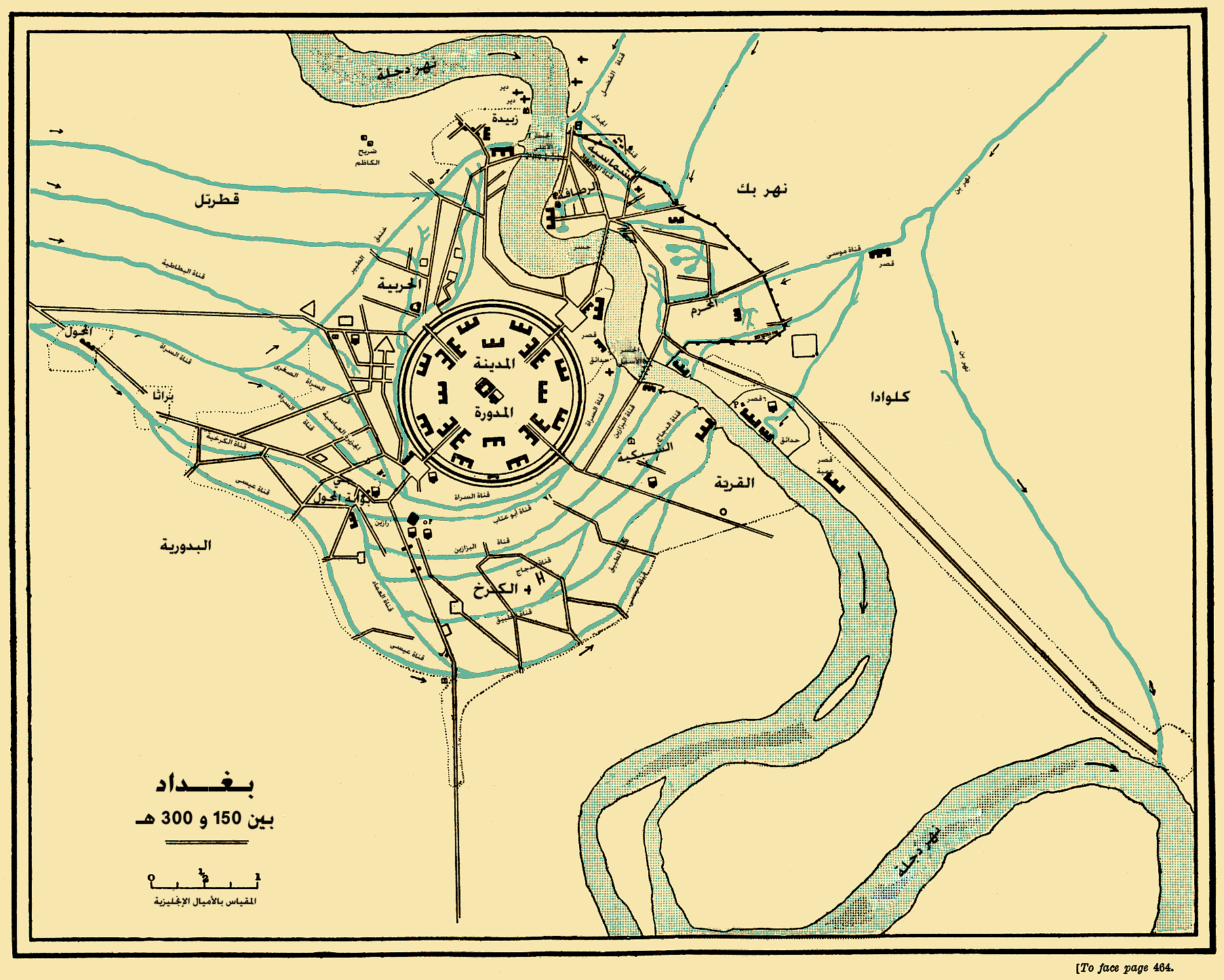
Kaart van Bagdad in de achtste en negende eeuw

De stad Bagdad werd in 762 gesticht door kalief Al-Mansoer. In het hart van deze geplande stad kwam het paleis van de kaliefs te liggen. De rest van Bagdad werd opgebouwd uit twee concentrische cirkels. In de binnenste ring woonden de prinsen en de hoge ambtenaren en in de buitenste ring huisvestte het leger van de kalief met hun families en de bedienden. Vanuit het centrale plein leidden vier wegen dwars door de ringen heen richting de vier stadspoorten van de hoofdstad. De stadsmuren waren voorzien van een dubbele muur. Deze muren werden versterkt door een gracht en de stad werd door middel van het kanaal Nahr Isa, die de Eufraat met de Tigris verbond, van drinkwater voorzien. In 1094 werd er begonnen met de bouw van een nieuwe verdedigingsmuur aan de oostelijke oever van de Tigris. Deze muur werd tijdens de regering van kalief Al-Mustarshid voltooid en in 1229 werd deze nog gerestaureerd.
Bagdad groeide uit tot een commerciële en industriële metropool met de nodige buitenwijken. In de tiende eeuw besloeg de stad 7.000 hectare en telde de bevolking van de stad zo'n 1.400.000 inwoners. Kalief Haroen ar-Rashid stichtte in Bagdad het Huis der Wijsheid en hierdoor trok de stad vele islamitische wetenschappers aan. De periode van het bewind van de kaliefs in Bagdad en de bloeiende wetenschap kwam bekend te staan als de Islamitische gouden tijdperk. Door de eeuwen heen zou het intellectuele leven in de stad blijven floreren. In 1233 stichtte kalief Al-Mustansir de universiteit Mustansiriya Madrasah. De stad leed in de loop van de eeuwen veel door overstromingen en burgerlijk geweld. Een islamitische bezoeker in de stad omschreef Bagdad in 1185 als "een verdwijnende ruïne, een verbleekte restant, of het beeld van een geest. Het heeft geen schoonheid die de aandacht trekt." Tijdens de militaire campagne van de Mongolen in Iran in 1256 werd Bagdad getroffen door een overstroming na hevige regenval. Nog voor de overstroming goed voorbij was brak er sektarisch geweld uit in de stad tussen de Soennieten en Sji'ieten. Soldaten van de kalief moesten vervolgens aan de pas komen om het geweld te beëindigen.

## Veldtocht van Hulagu

### Uitbreidingsplannen van Möngke Khan

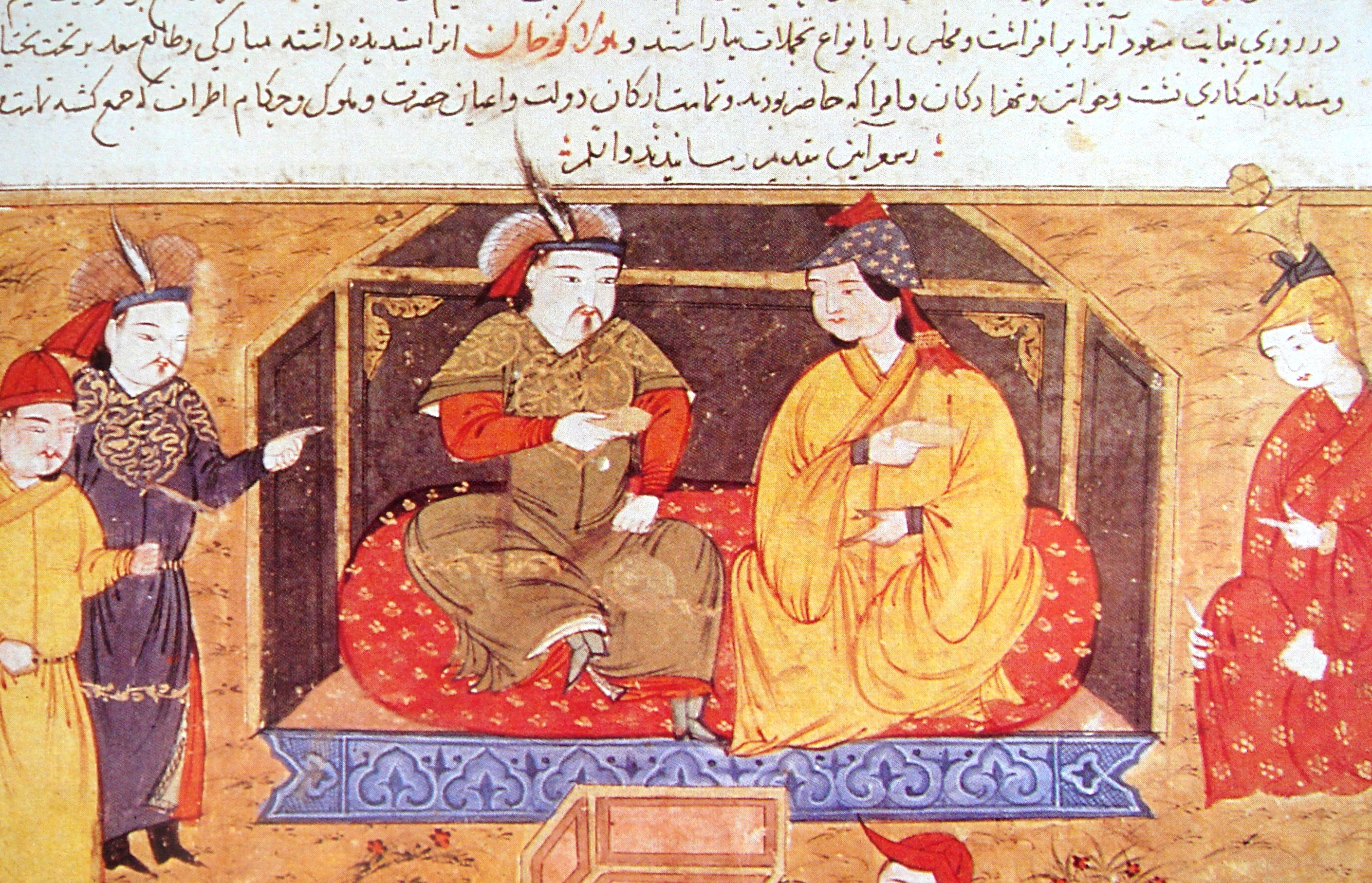
Hulagu Khan met zijn vrouw Doquz Khatun, afbeelding uit de Jami' al-tawarikh van Rashid al-Din.

Möngke Khan was in 1251 aan de macht gekomen als de khan der Mongolen. Nadat hij zijn regering had geconsolideerd besloot hij over te gaan op het neerslaan van opstanden die de ideologie van het Tengerisme afwezen. De Mongolen geloofden dat hun godheid Tengri de aarde had geschonken aan Dzjengis Khan en zijn opvolgers. Volgens deze ideologie was iemand die zich niet had overgegeven aan de Mongolen een rebel. Möngke wees zijn twee broers Hulagu en Koeblai Khan aan om aan de randen van het rijk militaire campagnes te organiseren. Koeblai kreeg de opdracht om de Song-dynastie van China op de knieën te dwingen en Hulagu kreeg het Midden-Oosten toegewezen. Hij moest met name de Arabische steden Bagdad, Damascus en Caïro aanvallen. In 1253 vertrokken de twee broers op hun campagne.
Möngke gaf de opdracht dat iedere twee op de tien mannen moest dienen in de legers van Hulagu, maar deze order betrof alleen de Mongoolse bevolking. Hulagu had het commando over 15 tot 17 tumens. Iedere tumen bestond uit 10.000 soldaten en hiermee verkreeg hij een totaal van 150.000 soldaten. Een bijna even groot aantal kan toegevoegd worden aan hulptroepen die bestonden uit Armeniërs en Iraniërs. Volgens verschillende kroniekschrijvers bestond het invasieleger uit 200.000 man. Enkele moderne historici schatte de grootte van het leger van Hulagu zelfs op 300.000. Hieronder bevonden zich ook een duizendtal Han ingenieurs om de katapulten tijdens de campagne te bedienen. Ter voorbereiding van de komst van het leger had Hulagu troepen vooruitgestuurd om de kuddes te verdrijven uit het land waar het leger doorheen trok. Hierdoor was er genoeg weide aanwezig voor het moment dat de hoofdmacht door het gebied trok. Hulagu koos er bewust voor om langzaam met zijn leger op te trekken.

### Veldtocht tegen de Assassijnen

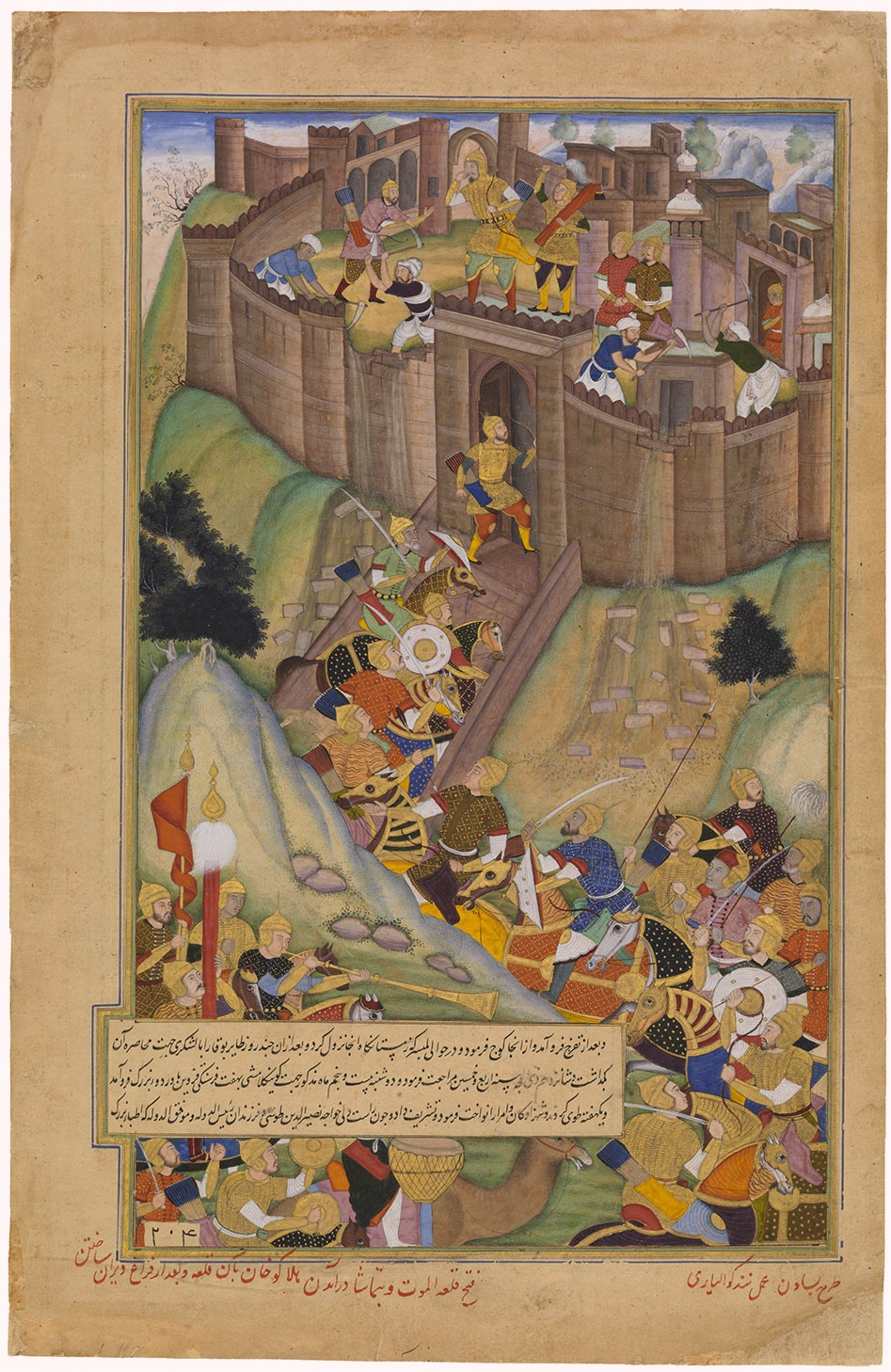
Hulagu vernietigt het fort Alamoet, vijftiende-eeuwse Perzische miniatuur.

Bij de kroning van Möngke tot grootkhan was er een delegatie van de Armeense koning Hethum I van Armenië aanwezig. Deze beklaagde zich bij de khan over de Assassijnen die hun buren waren. Ook andere aanwezigen wezen de khan op de dreiging die de Assassijnen vormden en dat de khan zelf ook een doelwit was van deze sekte. Möngke gaf dan ook de opdracht aan Hulago om tijdens zijn campagne de Assassijnen te verslaan. De Assassijnen hielden zich op in diverse bergforten die zich van het hedendaagse Afghanistan tot aan Syrië uitstrekten. De belangrijkste van deze kastelen was Alamoet. De Mongoolse generaal Kitbuqa begon in 1253/54 met de aanval op de forten die gelegen waren in Quhistan in Centraal-Iran. Ondertussen drongen de Mongolen bij Rukn al-Din Khwurshah, de leider van de Assassijnen, erop aan om zich over te geven aan Hulagu. Onder de invloed van Khwurshah gaven enkele forten zich over aan de Mongolen. Toen verschillende forten zich weigerden over te geven werd Khwurshah van minder waarde voor Hulagu en besloot hij hem naar het hof van de khan in Karakorum te sturen.
Het belangrijkste fort bleef Alamoet en in 1256 belegerde Hulagu dit kasteel. De Assassijnen hadden het de belegeraars moeilijk gemaakt door alle rotsen in de omgeving te verwijderen waardoor de Mongolen van afstand hun stenen moesten halen voor hun katapulten. Het fort gaf zich na het beleg over aan de Mongolen en de bibliotheken van de Assasijnen werden vernietigd. Vele vrouwen en mannen werden door de soldaten van Hulagu gedood en de kinderen werden verkocht als slaaf. Tevens werd na de val van Alamoet Khwurshah door de Mongolen gedood.

### Opmars naar Bagdad
Hulagu had tijdens zijn campagne tegen de Assassijnen om militaire bijstand gevraagd aan de Abbasidische kalief, maar deze stuurde geen soldaten om de Mongoolse leider bij te staan. Dit vormde de aanleiding voor Hulagu om het kalifaat aan te vallen. Voordat hij de staat aanviel stuurde Hulagu een boodschapper naar de kalief waarbij hij aandrong dat Al-Musta'sim zich moest onderwerpen aan de Mongoolse heerschappij. Deze gingen gepaard met een typische Mongoolse bedreiging:

Als ik mijn troepen tegen Bagdad leid, zelfs als je je in de lucht of op de aarde verstopt... zal ik niet één persoon in je rijk in leven laten, en ik zal je stad en land in vlammen zetten"

Al-Musta'sim stuurde een reactie terug op het bericht van Hulagu en vertelde hem hierin dat de gehele moslimwereld naar de wapens zou grijpen om hun hoofdstad Bagdad en de onafhankelijkheid van hun kalief te verdedigen. Volgens Al-Musta'sim zouden God noch de moslims toestaan dat Bagdad in de handen kwam te vallen van ongelovigen. Hierop begon kalief Al-Musta'sim zijn leger klaar te maken en huurde een Koerdisch leger in om de stad te verdedigen. Na een paar maanden stopte hij met de betalingen aan zijn huurleger en verliet deze de stad. Er werd vervolgens getracht, via het oproepen tot een jihad, vrijwilligers in Syrië en Egypte te werven, maar dit leverde niks op. Ten tijde van de opmars van Hulagu naar Bagdad had Al-Musta'sim 50.000 soldaten onder de wapenen. Vizier Mohammed Ibn Al-Aqami probeerde de kalief ervan te overtuigen dat hij het gesprek met de Mongolen moest aangaan, maar de kaliefs commandant Dawatdar en de zoon van de kalief pleitten voor een harde opstelling tegen de Mongolen. Dit resulteerde erin dat Al-Aqami geïsoleerd raakte aan het hof en begon hij op eigen initiatief te corresponderen met de Mongolen om Bagdad aan te vallen.

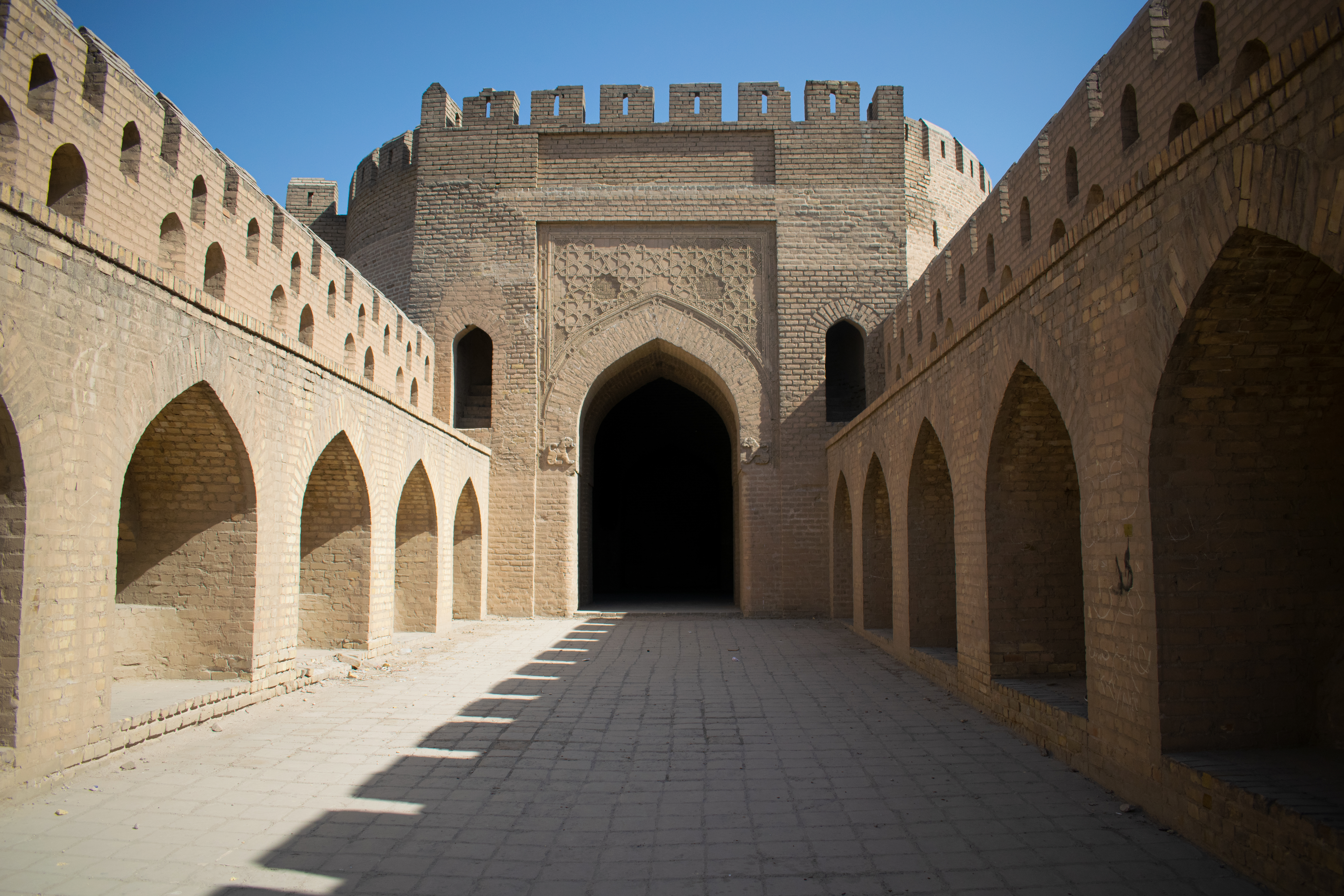
De Bab Al-Wastani, de enige nog bestaande toegangspoort van Bagdad

Tijdens de opmars naar Bagdad kreeg Hulagu versterking van generaal Baiju Noyan met Georgische, Armeense en islamitische vazallen van de Mongolen. Ook trokken er christelijke troepen uit Antiochië met het Mongoolse leger op. Hulagu begon in maart 1257 met zijn mars naar Bagdad vanuit Qazvin, een tocht van 823 kilometer. Hij voerde tijdens de mars diverse afleidingen uit en hij bereikte op 16 april de stad Dinavar. Vervolgens reisde hij op en neer tussen Tabriz en Hamadan. Op 21 september vertrok het leger definitief richting Bagdad. De Eufraat en de Tigris hadden eeuwenlang als natuurlijke barrières gefunctioneerd, maar Hulagu stak ze over met behulp van pontonbruggen. Tijdens hun tocht naar het zuiden vluchtte de lokale bevolking voor hen uit dat een veilig heenkomen in Bagdad zocht.
Uiteindelijk was Al-Musta'sim wel bereid om tribuut te betalen aan Hulagu, maar hij weigerde zich aan de Mongolen te onderwerpen. Deze keuze zorgde voor een getergde reactie van Hulagu en hij gaf zijn leger de opdracht om in vier verschillende kolommen op te trekken naar Bagdad. Hierop kwam Al-Musta'sim eindelijk in actie. Hij liet de muren versterken en begon de bevolking te bewapenen, maar Al-Aqami bleef de verdediging van de stad ondermijnen. Deze hoopte dat Hulagu hem de troon van de kalief schonk na de inname van de stad. Toen het Mongoolse leger in de buurt van de stad begon te komen gaf de kalief op 11 januari 1258 het order aan 20.000 cavaleristen om de strijd aan te gaan met de Mongolen. De aanval werd geleid door Dawatdar. Het leger van Hulagu brak de dijken van de Tigris door waardoor het legerkamp van de Abbasiden overstroomde. De troepen raakten vervolgens slaags met elkaar en slechts enkele soldaten van het Abbasidische leger keerden terug naar de stad. Op 18 januari stond het leger van de Mongolen uiteindelijk voor de poorten van Bagdad.

## Beleg

### Godsdienstpolitiek
Voordat Hulagu overging tot de aanval op de stad probeerde hij de politieke, etnische en religieuze verschillen in de stad uit te buiten door banden aan te gaan met de christenen in de stad. Zowel zijn moeder als twee van zijn vrouwen waren christelijk, maar ook een groot deel van zijn leger. Tijdens zijn campagnes voorafgaand aan het beleg had hij goede contacten onderhouden met de christelijke koninkrijken van Cilicisch-Armenië en Georgië waardoor hij zich kon opwerpen als beschermer van het christelijk geloof. In berichten die Hulagu vanuit zijn kampement naar de christenen in Bagdad stuurde beloofde hij hen en andere religieuze minderheden een speciale behandeling die zij in zijn rijk ten deel zouden vallen. Als blijk van goede wil beloofde dat hij dat de christelijke priesters geen koutou hoefden te doen voor de khan.
Op zijn eigen beurt probeerde Al-Musta'sim zijn voordeel te halen uit de banden tussen de Mongolen en de christenen. Hij stuurde de katholikos Makkikha I en een islamitische gezant om opnieuw te onderhandelen met de Mongolen. Hij bood aan om zich formeel te onderwerpen, een grote tribuut te betalen en om het vrijdaggebed in naam van de khan in de moskee voor te dragen. Hulagu ging niet op het aanbod van de kalief in, want hij wist dat de overwinning voor het grijpen lag.

### Belegeringstactieken

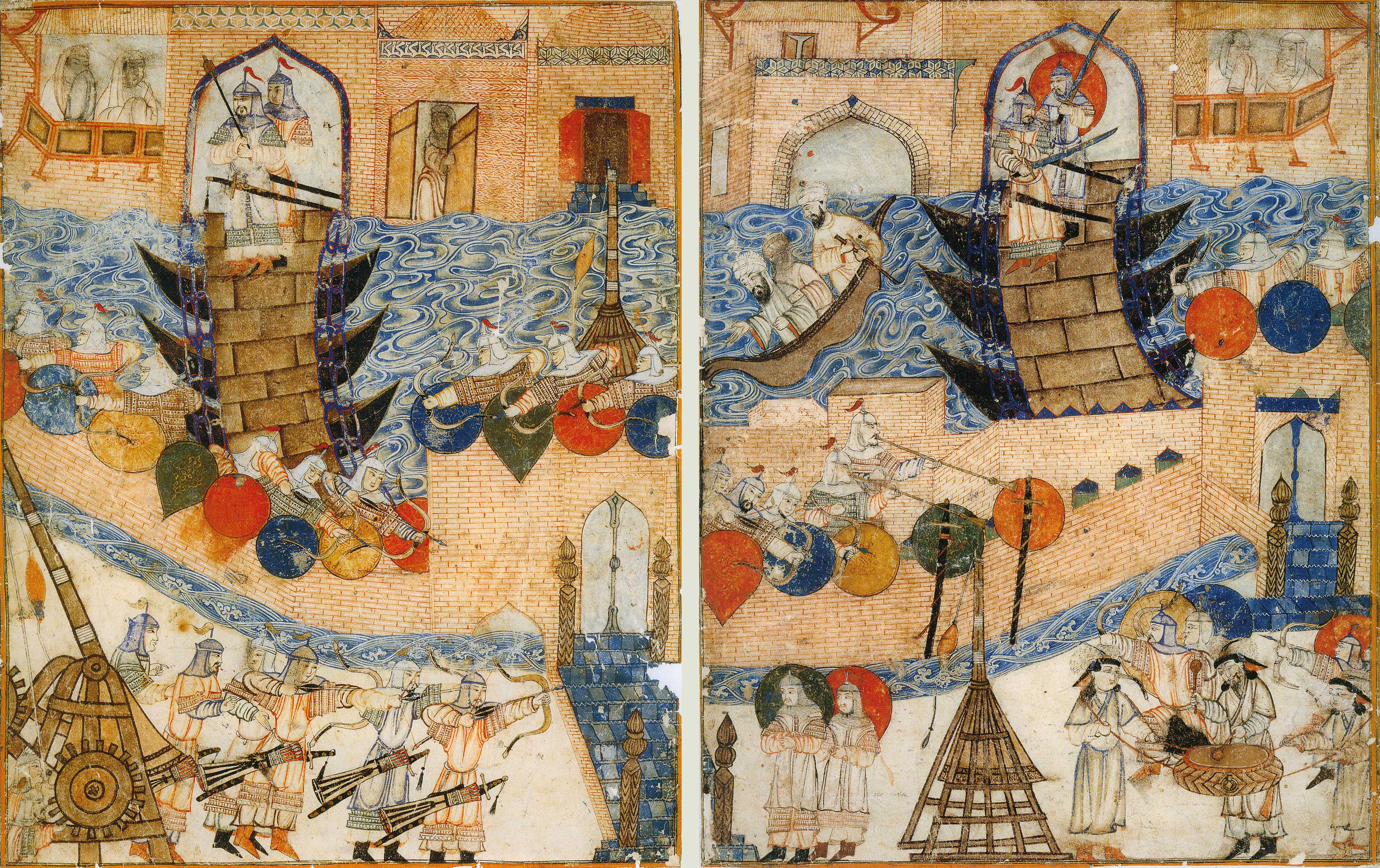
De verovering van Bagdad, afbeeldingen uit de Jami' al-tawarikh van Rashid al-Din.

Na de komst van de Mongolen bij Bagdad namen ze de buitenwijken van de stad in en groeven ze een greppel rondom de oostelijke muren van de hoofdstad. Door het gebrek aan stenen voor katapulten in de nabije omgeving moesten de Mongolen improviseren. Ze begonnen de palmbomen om te hakken en ze veranderden de stammen in projectielen die op de stad werden afgeschoten. Naast het reguliere bombardement van de stad werden er ook pijlen de stad ingeschoten met beloftes voor veiligheid als ze zich overgaven. Verschillende historici, waaronder Joseph Needham, hebben melding gemaakt van het gebruik van buskruit tijdens het beleg dat de Mongolen gebruikten om de stad mee te bestoken. Uit een onderzoek uit 2009 naar contemporaine bronnen is echter gebleken dat in deze bronnen geen aanwijzingen zijn gevonden voor het gebruik van buskruit tijdens het beleg. De dertiende-eeuwse Perzische historicus Wassaf meldde dat het bombardement van Bagdad vijftig dagen duurde. Moderne historici houden het op een week. Het vuur concentreerde zich eerst op de Toren van Ajami en deze was op 1 februari naar puin geschoten. Hierop gingen de Mongolen in de aanval over, maar de verdedigers wisten hen af te slaan.
De gracht rondom de stadsmuur was door middel van overstroming onbruikbaar geworden en om zijn muur te beschermen tegen eventuele aanvallen plaatste de kalief Turkse soldaten in boten op de Tigris. De Mongolen kozen er vervolgens voor om de rivier op verscheidene plekken gelijktijdig over te steken om vervolgens de muur te inspecteren op zwakke plekken. Hulagu liet op zijn beurt pontonbruggen over de Tigris aanleggen om de vluchtroutes van de stad af te sluiten. Een troepenmacht van 10.000 soldaten met belegeringsmateriaal werden op deze bruggen geplaatst om vluchtpogingen te voorkomen. Vice-kanselier Dawatdar probeerde de stad per boot te ontvluchten waarop her leger het vuur opende op de vluchtelingen. Alleen de vice-kanselier wist het bloedbad te overleven en vluchtte terug richting de stad.

### Overgave en plundering
Gedurende het beleg stuurde Al-Musta'sim enkele delegaties om over een staakt-het-vuren te onderhandelen. Volgens de Mongoolse gebruiken en tradities moesten zij doorvechten tot de overgave van hun tegenstander. Onder de eerste delegatie bevond zich de Abbasidische generaal en astroloog Suleiman Shah die gevangen genomen werd door Hulagu. Deze vroeg volgens Rashid al-Din aan Shah waarom hij zijn meester niet had gewaarschuwd voor het naderende onheil. Shah zou hierop geantwoord hebben dat "de kalief geleid werd door zijn noodlot en daarom niet luisterde naar het advies van zijn nederige dienaren". Shah en zijn huishouden werden samen met Dawatdar in massa-executie gedood.

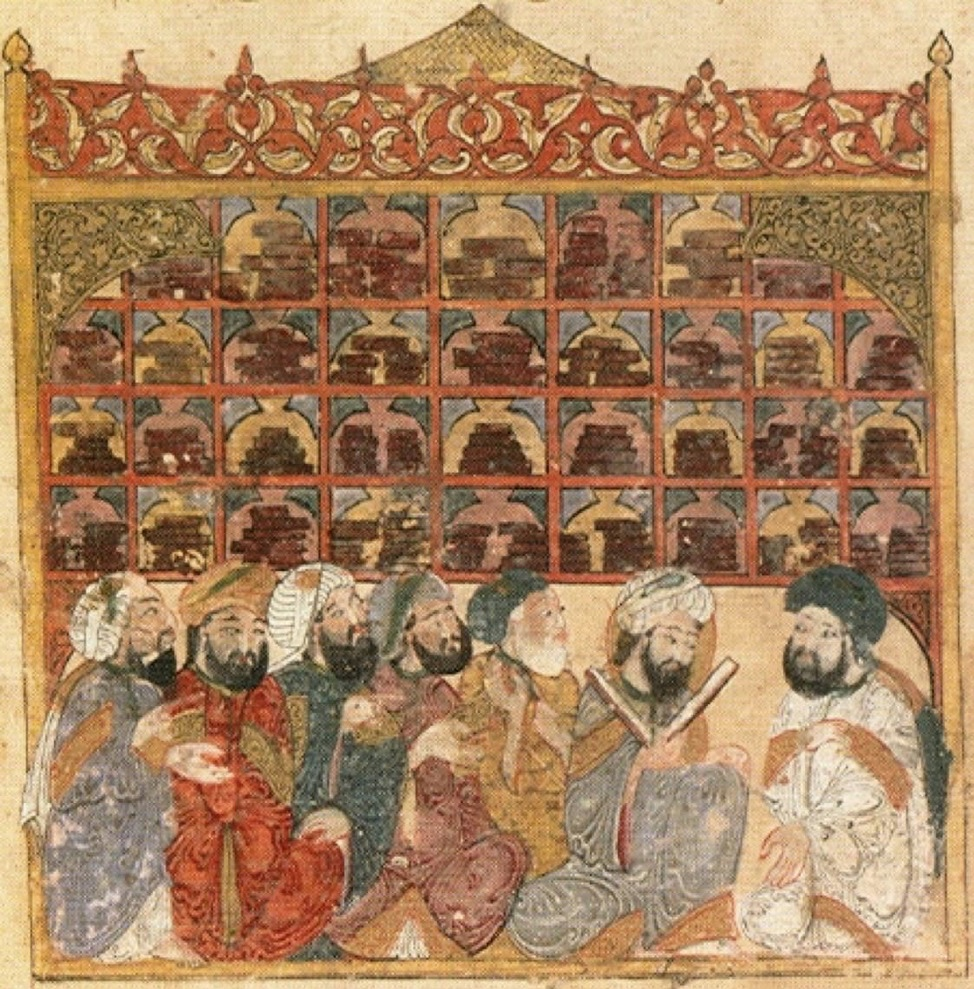
Het Huis der Wijsheid was een van de belangrijkste wetenschappelijke instituten van Bagdad en werd tijdens de plunderingen ook vernietigd. Illustratie uit de Maqamat van al-Hariri, 1237.

Op 5 februari slaagden de Mongolen erin om de verdediging van Bagdad te doorbreken en nadat ze de oostelijke muur hadden veroverd gaf Hulagu de opdracht tot het stoppen van de aanval. Hij stuurde vervolgens berichten de stad in om de verdedigers te sommeren tot een onmiddellijke overgave. Al-Musta'sim stuurde daarop 3.000 notabelen van de stad naar het kamp van Hulagu om te onderhandelen, maar zij werden ter plekke ter dood gebracht. Het duurde nog vijf dagen voordat Al-Musta'sim zich overgaf aan de Mongolen. Om de stad voor te bereiden op de plundering gaf Hulagu het bevel dat de stadsbewoners hun wapens moesten inleveren, hun goederen moesten achterlaten en ongewapend de stad moesten verlaten. In plaats van deze bevelen op te volgen sloeg het verdedigende leger op de vlucht, maar de Mongolen wisten hen te achterhalen en te doden.
Na de overgave van de kalief stuurde Hulagu op 13 februari zijn troepen de stad in voor de plundering. De commandanten van zijn leger kregen een aantal dagen de tijd om de stad te plunderen, deze varieerde van een tot drie dagen. Deze beschrijving komt overeen met de stelling dat de plundering een week duurde in plaats van bronnen die melding maken van dertig of veertig dagen. Hierbij kwamen de plunderaars vele burgers tegen die zich in hun huis hadden verstopt om zo te ontkomen aan de evacuatie van Bagdad. Vanwege het niet opvolgen van deze orders vermoordden de plunderaars een groot aandeel van de nog aanwezige bevolking in de stad. Hulagu had een bevel gegeven dat de christelijke eigendommen en kerken in de stad niet geplunderd mochten worden en hierdoor bleven deze ook gevrijwaard van plundering. Ook de christelijke bevolking in de stad begon mee te plunderen en Hulagu stond hen toe om de graftombes van de kaliefs in de stad te vernietigen. Met name de Georgische troepen waren behoorlijk gewelddadig tijdens de plunderingen.
Een zestiende-eeuwse historicus uit Mekka schreef dat tijdens de plundering van de stad de soldaten van Hulagu de boeken uit de bibliotheken haalden en deze in de Eufraat gooiden. Ook beschreef hij dat "het zoveel boeken waren dat ze een brug vormden (...) en dat de kleur van de rivier in zwart veranderde". Deze claim is volgens historicus Michal Biran een literair metafoor voor de destructieve aard van de Mongolen. De vernietiging van de bibliotheken wordt vaak gezien als symbool van het desastreuze effect van de Mongoolse veroveringen die hiermee de achteruitgang van de islamitische wereld en de opkomst van het westen heeft ingeluid.

### Slachtoffers
Niet iedere bevolkingsgroep in de stad werd slachtoffer van de plunderingen van de Mongolen. De bronnen zijn het er over eens dat de christenen in de stad veiligheid is beloofd door de Mongolen. Doquz Khatun, de vrouw van Hulagu, was een nestoriaanse christen en er wordt verteld dat ze tussenbeide kwam om de veiligheid van de christenen te regelen. Ook de sji'ieten uit Hilla, handelaren uit Khorasan en diverse islamitische notabelen werd de veiligheid gegarandeerd. De handelaren en de sji'ieten hadden hun veiligheid grotendeels kunnen afkopen bij de Mongolen. Andere groepen zochten hierop bescherming bij deze veiliggestelde groepen. Volgens Sayyed Ibn Tawus hadden de sji'ieten op deze manier ruim duizend mensen hebben gered.
De schattingen van de dodenaantal tijdens de plunderingen lopen behoorlijk uiteen. De Syrische geleerde Bar-Hebraeus noteerde de dood van tienduizenden mensen. Een Chinese bron calculeerde dat er honderdduizend mensen waren gestorven tijdens de plunderingen. In een brief die Hulagu zelf had opgesteld in 1262 meldde hij dat er 200.000 mensen waren omgekomen. Na verloop van tijd liep het dodenaantal verder op en een vijftiende-eeuwse bron noemde zelfs twee miljoen doden. Deze laatste cijfers zijn te hoog, omdat de bevolking van Bagdad in deze periode niet groter was dan een half miljoen. De Mongolen moesten tijdens de plunderingen hun kamp verplaatsen zodat ze minder last hadden van de stank van de rottende lichamen in de stad.

## Nasleep

### Bagdad

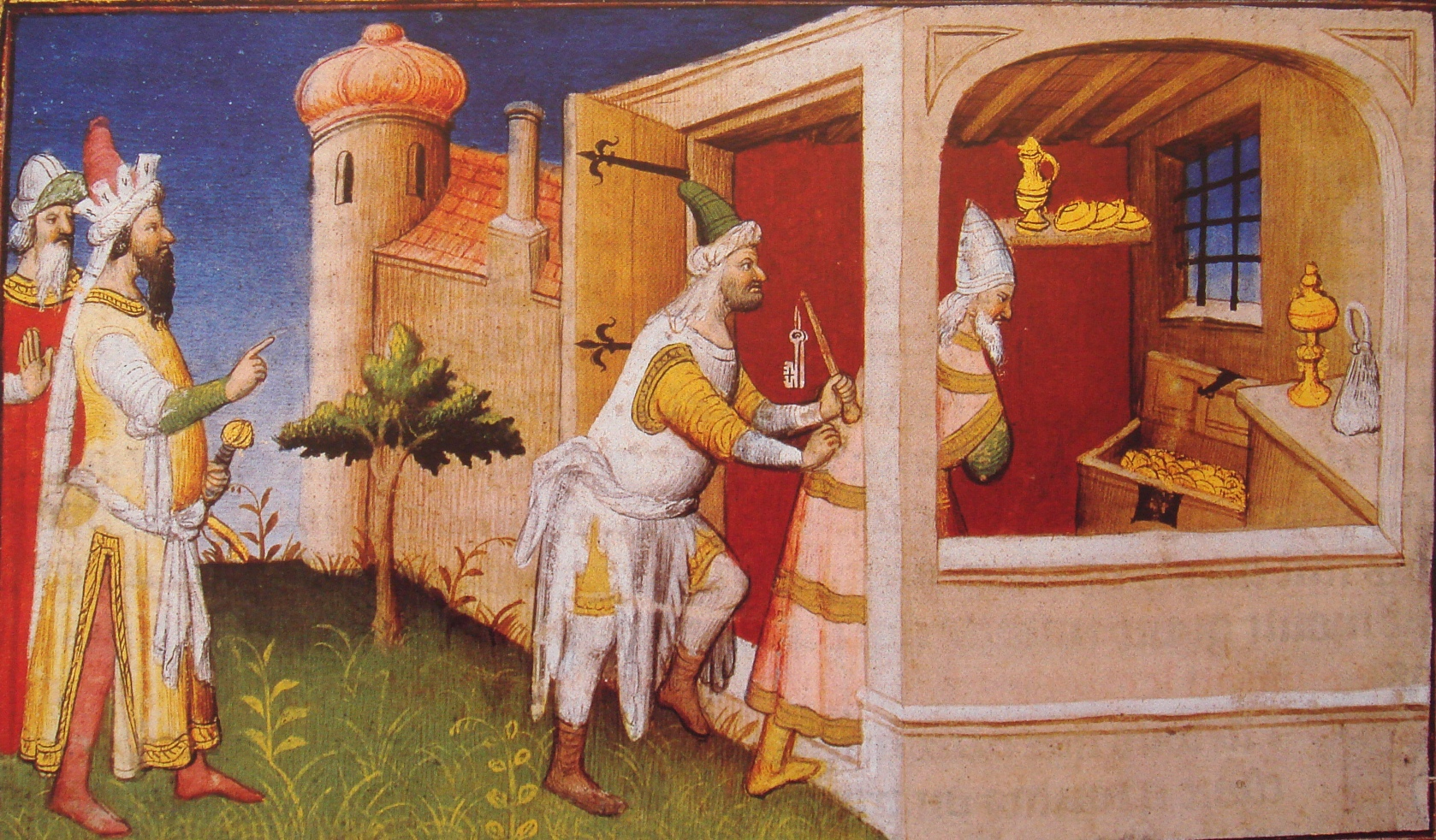
Een van de verhalen die verteld wordt over de dood van Al-Musta'sim is dat hij werd opgesloten in een toren en niks anders te eten kreeg dan zijn rijkdom. Dit verhaal werd ook in Europese bronnen overgenomen.

De Aziatische christenen verwelkomden het nieuws over de vernietiging van Bagdad en zij schreven triomferend over de val van het Tweede Babylon. Tevens prezen zij Hulagu en Doquz Khatun als de nieuwe Constantijn en Helena omdat zij Gods instrumenten waren voor de wraak op de vijanden van de christenen.
Na de plundering van Bagdad schonk Hulagu het paleis van de kalief aan de katholikos Makkikha I en gaf hij het bevel voor het bouwen van een kathedraal. Het beleg leidde tot een hongersnood in de stad en in een poging om aan eten te komen verkochten veel inwoners hun boeken en kostbaarheden.
Al-Musta'sim was door de Mongolen gevangen genomen en moest toezien op de plundering van zijn stad. Na de plundering moest de kalief ter dood gebracht worden en consulteerde Hulagu de astroloog Al-Toesi over wat er ging gebeuren als de kalief ter dood gebracht werd. Deze verzekerde de Mongoolse leider ervan dat er geen ramp na dienst dood ging plaatsvinden. De meeste Arabische en Perzische bronnen maken melding van het feit dat de kalief doodgetrapt werd terwijl hij opgerold in een tapijt lag of vastzat in een zak. Deze dood wordt door moderne historici gezien als de meest waarschijnlijke manier van overlijden van Al-Musta'sim. De dood van de kalief maakte een einde aan het Kalifaat van de Abbasiden na ongeveer vijfhonderd jaar. Ook de familie van de kalief werd om het leven gebracht, alleen zijn dochter overleefde het. Zij werd naar Möngke Khan gestuurd om deel uit te gaan maken van de harem van de khan. De vizier van de overleden kalief, Ibn Al-Aqami, bleef na het beleg als vizier dienen in Bagdad, maar hij overleed al na een paar maanden.
Hulagu liet in Bagdad drieduizend Mongolen achter om de stad weer op te bouwen, maar veel wisten ze niet te bereiken want na een aantal decennia lag nog veel in de stad in puin. Ook de irrigatiesystemen van de stad waren vernietigd. Het duurde pas tot de twintigste eeuw voor deze gerepareerd werden en Bagdad weer een belangrijk centrum werd in het Midden-Oosten. Veertig jaar na het beleg was Bagdad een welvarende provinciestad, maar was het nog maar een tiende van zijn voormalige grote. Met name het gedeelte aan de oostelijke oever van de Tigris wist zich snel te herstellen. Ibn Battuta beschreef in zijn reisverslagen de drukke bazaars van de stad en de colleges. De Mustansiriya Madrasah in Bagdad opende in 1260, anderhalf jaar na het beleg en de plundering, wel zijn deuren met personeel dat ook voor het beleg aldaar lesgaf. Onder andere Yaqut al-Musta'simi bleef werkzaam in de bibliotheek van de Madrasah.
Binnen het Ilkhanaat van Hulagu verschoof het wetenschappelijke zwaartepunt van Bagdad naar Maragha en deze wordt gepersonifieerd door de astronoom Al-Toesi. Hij had ook de nodige boeken uit Bagdad meegenomen naar Maragha, wat in strijd is met het gangbare beeld dat alle boeken bij de plundering van de stad waren verbrand en verdronken. Het culturele trauma waarmee het beleg van Bagdad vaak mee geassocieerd wordt zijn vrij zeldzaam in de bronnen en er wordt pas melding gemaakt van dit trauma uit bronnen uit de veertiende eeuw.

### Strijd tussen de Mongolen
Hulagu stuurde een gedeelte van zijn buitgemaakte schatten uit Bagdad op naar zijn broer Möngke. Na de val van Bagdad gaven meerdere steden in de regio zich over aan de Mongolen, alleen de stad Aleppo moest militair veroverd worden. Door de verovering van de voormalige Abbasidische hoofdstad werden de Mongolen gezien als een potentiële bondgenoot voor andere staten in de regio. Toen Hulagu optrok naar Damascus werd hij in dit beleg ondersteund door Bohemund VI van Antiochië. Ook de Seltsjoeken ondersteunden Hulagu in dit beleg. Door de dood van Möngke Khan in 1259 moest Hulagu terugkeren naar Karakorum en liet hij Kitbuqa achter als zijn opperbevelhebber in Syrië. Deze leed in 1260 een grote nederlaag in de Slag bij Ain Jalut tegen het Mammelukkensultanaat Caïro.

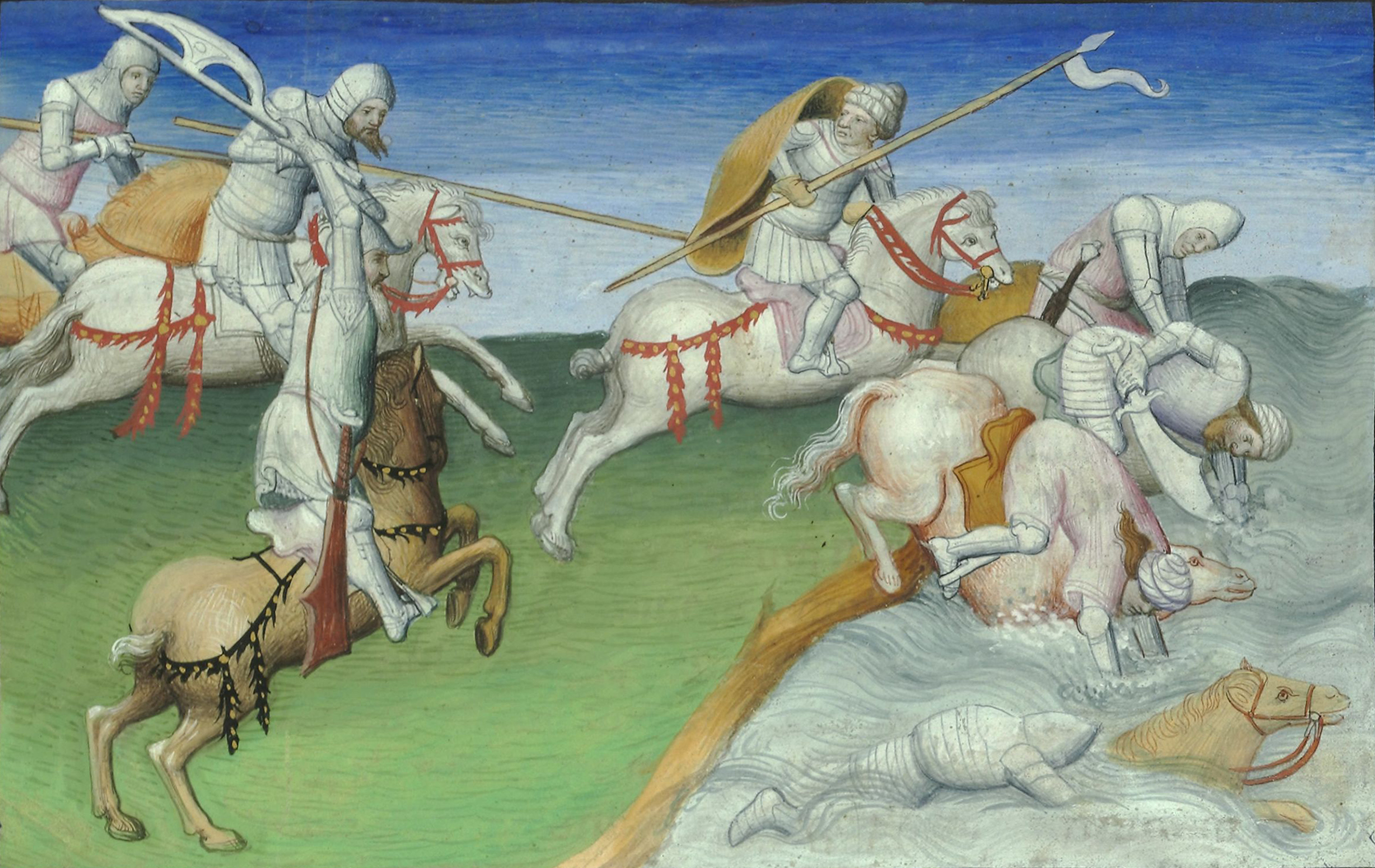
Hulagu achtervolgt Berke in de Slag bij de Terek in 1262, afbeelding uit de Fleur des histoires d'orient van Hayton van Corycus.

Omstreeks 1252 was Berke Khan, een neef van Hulagu, toegetreden tot de islam. Hiermee werd hij de eerste Mongoolse heerser die deze religie had omarmd. Ten tijde van de opmars van Hulagu tegen Bagdad had Berke hier tegen geprotesteerd en na de executie van Al-Musta'sim verslechterde de relatie tussen de twee krijgsheren. Volgens Rashid al-Din reageerde Berke als volgt op de val van Bagdad:

Hij vernietigde ook het kalifaat voor het te overleggen in de Grote Mongoolse Familie, met de hulp van God, ik roep hem ter verantwoording voor het vele onschuldige bloed.

Na de slag bij Ain Jalut sloot de nieuwe mammelukkensultan Baibars een coalitie met de Gouden Horde van Berke. Hulagu wilde bij terugkomst in de regio het debacle bij Ain Jalut wreken, maar hij kreeg direct te maken met invallen van de Gouden Horde in 1262. Na een wapenstilstand in de periode 1263-1265 braken er nieuwe vijandelijkheden in 1265 uit, maar tijdens een campagne naar het gebied van de Gouden Horde overleed Hulagu. Berke overleed op zijn beurt een jaar later en de oorlog werd onder hun opvolgers voortgezet.

### Verspreiding van de pest
Een bron over het beleg van Bagdad meldde dat tijdens het beleg in de stad een pestilentie uitbrak. Ook de belegeraars zelf werden slachtoffer van de pestuitbraak en onder hen was ook Hulagu, die herstelde van de ziekte. In deze tekst werd ook inzicht verschaft over hoe de ziekte zich kon verspreiden. De Mongolen namen proviand uit andere veroverde gebieden mee en deze werden verpakt in linnen zakken. Het transporteren van deze zakken zorgde voor de ideale voorwaarden voor het meedragen van vlooien. Na het beleg van Bagdad braken er epidemieën uit in Syrië, Anatolië en Egypte.

## Nalatenschap
In november 2002 uitte Osama bin Laden de beschuldiging dat de leden van de regering-Bush meer doden op zijn geweten had en meer huizen had vernietigd in Bagdad "dan Hulegu van de Mongolen". Hulagu werd dan ook vooral berucht vanwege zijn verovering van Bagdad.